# Diocèse de Vác
Le diocèse de Vác (en latin : Dioecesis Vaciensis, en hongrois : Váci egyházmegye) est un siège de l'Église catholique situé au nord de la Hongrie autour de la ville de Vác. Suffragant de l'archidiocèse d'Eger, il est gouverné par l'évêque Zsolt Marton (de) depuis 2019.

## Territoire
Le diocèse – le deuxième plus peuplé de Hongrie – comprend l'ensemble du comitat de Nógrád, une grande partie de celui de Pest, des parties de la périphérie de Budapest et de plus petites parties des comitats de Heves et de Jász-Nagykun-Szolnok.

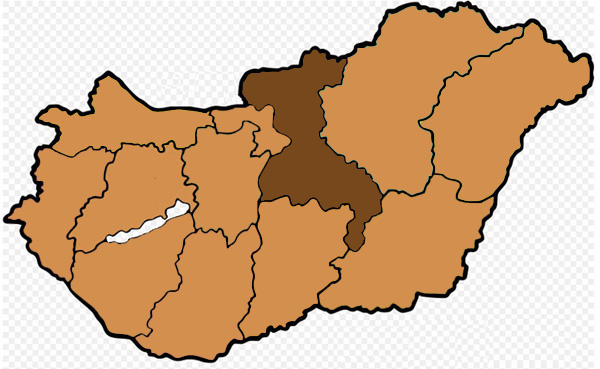
Localisation du diocèse.

Le siège de l'évêque est à Vác, où se trouve la cathédrale Notre-Dame-de-l'Assomption. Le diocèse compte trois basiliques mineures : le sanctuaire de Notre-Dame-de-Hongrie (Magyarok Nagyasszonya Bazilika) à Márianosztra ; et les sanctuaires mariaux Notre-Dame-de-l'Assomption (Nagyboldogasszony Bazilika) à Mátraverebély et à Máriabesnyő (Gödöllő).
Le territoire couvre 8 805 km², et il est divisé en 220 paroisses, regroupées en 3 archidiaconés et 10 doyennés :
- archidiaconé de Nógrád : doyennés d'Érsekvadkert, Salgótarján et Szécsény ;
- archidiaconé de Szolnok : doyennés de Dabas, Nagykáta et Szolnok
- archidiaconé de Vác : doyennés de Gödöllő, Hatvan, Pásztó et Vác.